# ۷-ایلون

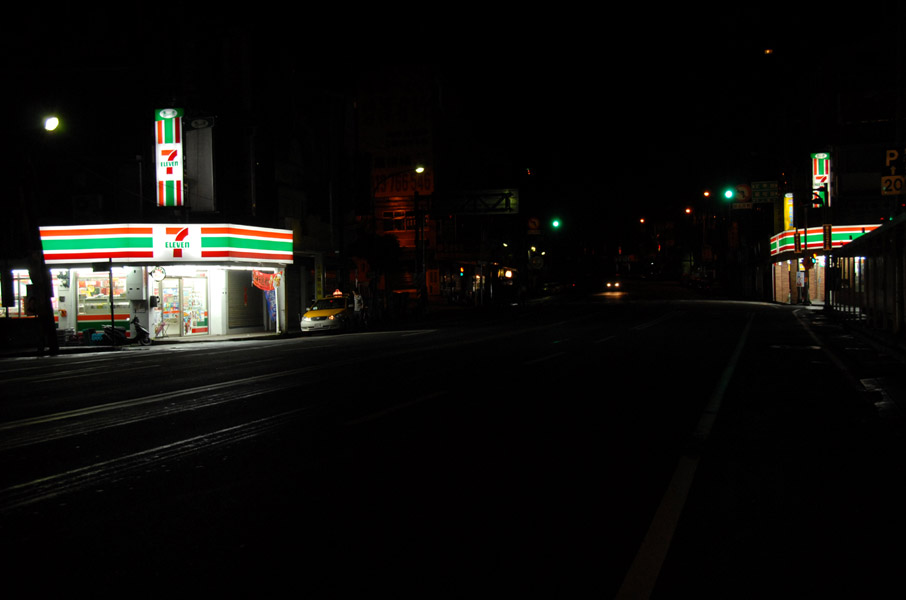
یکی از شعبات این شرکت در تایوان

۷-ایلون (به انگلیسی: 7-Eleven) مجموعه سوپر مارکتهای زنجیره ای است.
شرکت ۷-ایلون در سال ۱۹۲۷ توسط جو سی. تامسون، کلود اس. داولی، جان فیلیپ تامسون و جو سی. تامسون جونیور تأسیس شد و هم‌اکنون به‌عنوان زیرمجموعه‌ای از شرکت ژاپنی سون اند آی فعالیت می‌کند. دفتر مرکزی این شرکت در شهر دالاس، تگزاس قرار دارد.